# آر. ستيفي مور
آر. ستيفي مور (بالإنجليزية: R. Stevie Moore)‏ هو مغني ومغن مؤلف وعازف قيثارة وموسيقي أمريكي، ولد في 18 يناير 1952 في ناشفيل في الولايات المتحدة.

## وصلات خارجية
- الموقع الرسمي
- آر. ستيفي مور على موقع ميوزك برينز (الإنجليزية)
- آر. ستيفي مور على موقع إن إن دي بي (الإنجليزية)
- آر. ستيفي مور على موقع أول ميوزيك (الإنجليزية)
- آر. ستيفي مور على موقع ديسكوغز (الإنجليزية)